# Липск (Витебская область)
Липск (бел. Ліпск) — деревня в составе Березинского сельсовета Докшицкого района Витебской области Беларуси.

## Географическое положение
Липск находится в 37 км на восток от Докшиц, в 160 км от Витебска, в 47 км от железнодорожной станции Лепель, которая размещается на линии Лепель — Орша. Деревня расположена на реке Гулянка (приток Березины) и на автодороге Березино — Бегомль, а также на границе с Березинским биосферным заповедником.

## Этимология
В основе названия «Липск» лежит слово «липа», обозначающее древесную породу. Широкое распространение на территории Беларуси названий с данной этимологией свидетельствует о большой роли древесной породы липы и изделий из неё в прошлом. Также для сёл, фольварков, хуторов и прочего были характерны липовые аллеи или отдельные липы.

## История
Первые сведения о Липске относятся к XVIII веку. В 1790 году населённый пункт упоминается в составе имения Березино, которое на тот момент являлось владением Чернецких и относилось к Минскому повету.
После второго раздела Речи Посполитой в 1793 году Липск вошёл в состав Российской империи. С 1860-х годов деревня относилась к Березинской волости Борисовского уезда Минской губернии. Населённый пункт на тот момент находился в составе имения Липск, которое принадлежало И. Сипайле. В данном имении находился винокуренный завод, показателем работоспособности которого могут служить 3800 вёдер вина, изготовленных в 1861 году. В 1870 году деревня являлась центром сельской общины. На тот момент Липск относился к имениям Осавино (владельцем являлся Эдуард Володзько) и Юльяново (второе название — Трембин, владельцами являлись Корсаки).
К 1879 году относится упоминание деревни в перечислении населённых пунктов, которые числились в Березинском православном приходе. Согласно данному упоминанию, к Березинскому приходу была приписана деревенская церковь во имя Положения честныя ризы Пресвятой Богородицы (возможно, кладбищенская). Также упоминается часовня с изображением распятия Христа при ключевом колодце в Липске; в данном месте 6 (18) августа каждого года собиралось множество паломников. По другим данным, на тот момент в Липске действовала приписная деревянная Михайловская церковь. К 1886 году в Липске уже существовали молитвенный дом и водяная мельница. По данным на 1904 год, непосредственно имение находилось во владении дворянина К. И. Сипайлы. Согласно данным 1909 года, Липск, как имение, так и деревня, относился к 3-му стану Березинской волости Борисовского уезда. Ближайшей железнодорожной станцией к населённому пункту на тот момент было Парафьяново на Николаевской железной дороге; их разделяли 36 вёрст. Ближайшим к Липску населённым пунктом, располагавшим почтовым и телеграфным отделениями, в 1909 году были Докшицы (26 вёрст). Статистические данные того же года говорят об отстоянии Липска от Минска (центра губернии) на 190/160 вёрст (деревня/имение), от Борисова (центра уезда) — на 80/93 версты (деревня/имение), а также от Березино (центра волости) — на 5/4 версты (деревня/имение).
С февраля по декабрь 1918 года Липск входил в зону оккупации германских войск. Далее, 1 января 1919 года населённый пункт вошёл в состав БССР. С августа 1919 года по июль 1920 года он был оккупирован польскими войсками. По данным на 1922 год, в Липске существовала начальная школа; для взрослых же предназначалась действующая профтехшкола. С 17 июля 1924 года населённый пункт относился к Бегомльскому району Борисовского округа, а с 20 августа 1924 года — к Березинскому сельсовету. В 1924 году под Липском совместно понимали деревню, имевшую школу, и одноимённое бывшее имение. В 1925 году в местной начальной школе обучались 60 учеников. С 9 июня 1927 года по 26 июля 1930 года Липск относился к Минскому округу. Колхоз в нём был создан в 1933 году, под названием «Восход». В том же году уже действовала местная кузница. С 21 июня 1935 года Липск относился к Лепельскому округу, с 20 февраля 1938 года — уже к Минской области. В июле 1941 года, после начала Великой Отечественной войны, деревня была оккупирована немецко-фашистскими войсками. Липск затронули две проведённые оккупантами карательные экспедиции — «Котбус» (июнь 1943 года) и «Баклан» (май 1944 года), в ходе каждой из которых населённый пункт был сожжён дотла. Освобождение деревни от захватчиков состоялось в начале июля 1944 года. Жертвами Великой Отечественной войны на различных фронтах стал, включая пропавших без вести, 31 житель деревни, 22 жителя погибли в ходе партизанской деятельности (относились к партизанской бригаде «Железняк») либо от рук оккупантов. Уже в 1944 году в Липске восстановили довоенный колхоз «Восход». С 1959 года деревня входила в состав совхоза «Красноберезинский». С 20 января 1960 года Липск относился к Докшицкому району Витебской области. Некоторое время, с 25 декабря 1962 года по 6 января 1965 года, деревня относилась к Глубокскому району. В 1970 году в ней существовали начальная школа, клуб, библиотека и магазин.
В 1994 году Липск вошёл в состав подсобного хозяйства докшицкой «Райсельхозхимии» (по состоянию на 2018 год, ОАО «Докшицкая сельхозхимия»).

## Население
- 1870 год — 104 мужчины[4]
- 1909 год — 483 человека, 90 дворов[4] (деревня); 92 человека, 1 двор (имение)[7]
- 1924 год — 548 человек, 109 дворов (деревня); 101 человек, 26 дворов (бывшее имение)[4]
- 1959 год — 290 человек[4]
- 1970 год — 235 человек[4]
- 1999 год — 73 человека, 48 хозяйств[4]
- 2009 год — 53 человека[4]
- 2018 год — 39 человек, 21 хозяйство[4]
- 2019 год — 29 человек[1]

## Достопримечательности
- Памятник в честь земляков, погибших в Великой Отечественной войне. Размещён на северной окраине Липска, слева от дороги на Бегомль. Представляет собой обелиск, установленный в 1973 году в честь 24 погибших земляков[4][8]
- Курганный могильник IX—X веков, памятник археологии. Находится в 3 км на восток от Липска, в урочище Мостище[4][9][8]. Входит в государственный список историко-культурных ценностей Беларуси[10].
- Валун (местное название «Камень с рисунками»), на котором обнаружено высеченное схематическое изображение воина или ангела. Находится в 1 км на запад от Липска, за кладбищем[4][9]

## Комментарии
1. ↑  Названия даны по: Назвы населеных пунктаў Рэспублікі Беларусь : Віцебская вобласць: нарматыўны даведнік / Пад рэд. В. П. Лемцюговай. — Минск: Тэхналогія, 2009. — С. 246. — 668 с. — ISBN 978-985-458-192-7..
2. ↑  Становая квартира 3-го стана находилась в Докшицах: Военно-статистическое обозрение Российской империи / Сост. поручик Стренг. — СПб.: Типография Департамента Генерального штаба, 1848. — Т. IX. Часть 4. Минская губерния. — С. 5..